# Pierre Mariani
Pierre Mariani est un haut fonctionnaire puis dirigeant de banque français. 

## Jeunesse et formation
Pierre Mariani, né le 6 avril 1956 à Rabat au Maroc, d'un père est commissaire de police d'origine corse et sa mère est enseignante d'origine italienne.
Il étudie à Sciences-Po et obtient une licence en droit public, Pierre Mariani est diplômé de l'École des hautes études commerciales de Paris (HEC), puis de l'École nationale d’administration (ENA), promotion Henri François d'Aguesseau en 1982.

## Parcours professionnel
Il commence sa carrière comme inspecteur des finances publiques au ministère de l'Économie, avant d'être le directeur de cabinet de Nicolas Sarkozy au ministère du Budget de 1993 à 1995 sous le douvernement Édouard Balladur. Il rejoint ensuite le secteur financier privé comme dirigeant de la Société française d’investissements immobiliers et de gestion (SEFIMEG) de 1995 à 1997. Il dirige ensuite la banque d'affaires de BNP Paribas, la Banexi puis, en 1999, devient responsable des services financiers et de la banque de détail à l'international chez BNP Paribas.
En octobre 2008, il est nommé administrateur délégué et président du comité de direction de Dexia, déjà en difficulté à la suite de la crise des subprimes. Il y remplace Pierre Richard. Il s'y attribue, selon Libération, une augmentation de salaire de 30 %.
En 2011, sous sa direction, Dexia annonce une perte record de 10 milliards d'euros.
Le 2 août 2012, il quitte la direction de Dexia qui annonce le lendemain de nouvelles lourdes pertes au premier semestre et qui est en faillite virtuelle.

## Vie personnelle
Il est marié à une directrice des Musées de France et père de trois enfants.
Politiquement, Pierre Mariani se définit comme sarkozyste.

## Mandats sociaux et autres fonctions
- Membre du Conseil d'administration d'EDF depuis 2009[7].
- Membre du Conseil d'administration de l'Établissement public de la Réunion des musées nationaux et du Grand Palais des Champs-Élysées depuis 2011[8].